# Abflussbildung
Abflussbildung im engeren Sinn beschreibt rein phänomenologisch den Zusammenhang zwischen Niederschlag im Einzugsgebiet eines Gewässers und der als Reaktion am Gebietsauslass abfließenden Wassermenge. Besonderes Augenmerk gilt dabei der Vorhersage von Hochwasser, das heißt den maximalen Pegelhöhen.
Abflussbildung im weiteren Sinn beschreibt alle Einflussfaktoren auf den Abfluss, deren Wirkung, Gewicht und Berechnung. Starken Einfluss haben  die Landbedeckung (Vegetation) und -nutzung, die Besiedlung, das Relief, die Bodenarten und die Hydrogeologie. Besonders wichtig ist diese Betrachtungsweise für die Regionalisierung in der Wasserwirtschaft, die Geoökologie und zur Entwicklung von effektiven Hochwasserschutzmaßnahmen.
Siehe auch: Überschwemmungsgebiet, Wasserhaushaltsgleichung, Isochrone